# Gastor (schip, 1977)
De Gastor en Nestor waren lng-supertankers die in 1975-1977 gebouwd zijn op de Franse scheepswerf Chantiers de l'Atlantique in Saint-Nazaire.
De Gastor en Nestor zijn zusterschepen en de ontwikkeling en bouw van de schepen was een samenwerking tussen de Nederlandse rederij Nederlandse Scheepvaart Unie (NSU) en de Amerikaanse rederij Ocean Group Inc.
De Gastor werd gebouwd voor rekening van de NSU. De NSU was de holdingmaatschappij van het fusiebedrijf Koninklijke Nedlloyd Groep. De Nestor werd gebouwd voor het Amerikaanse Oceans Group.

## Algerijns gas
De Gastor werd gebouwd in de verwachting dat de gasvelden van Algerije ontwikkeld zouden worden en dat er dan behoefte was aan een reguliere dienst van een dergelijke mammoet-tanker vanaf Algerije naar Europa en dan met name naar een nieuw te bouwen terminal in Delfzijl. Mede als gevolg van de oliecrisis van 1973 zijn deze plannen nooit gerealiseerd.
Ook de inzet van de Nestor, een vaste verbinding op Noord-Amerika, werd nooit realiteit.

## Loch Striven
Direct na oplevering van de schepen aan de respectievelijke eigenaren voeren de schepen naar Loch Striven een zee-loch aan de westkust van Schotland op locatie: 55° 57′ NB, 5° 5′ WL
Loch Striven wordt, net zoals enkele andere lochs, vaker gebruikt om schepen, waarvoor op dat moment geen werk is, op te leggen. De inhammen zijn zeer diep, vergelijkbaar met open zee, en bieden toch een zeer beschutte plek: schepen kunnen in het loch voor anker liggen in voldoende diep water, terwijl ze wel goed beschut zijn. En het is voor een reder veel goedkoper om een schip in open water voor anker te hebben liggen dan wanneer ze in een haven aan de kade zouden liggen.

## Shell Nigeria
In 1993 zijn beide schepen voor ongeveer €15 miljoen elk door Shell Nigeria via dochterbedrijf Bonny Gas Transport Bemuda Shell. De Gastor is herdoopt in LNG Lagos en vaart onder de vlag van Bermuda. De Nestor is herdoopt als LNG Port Harcourt.
In maart 2013 bestelde Bonny Gas Transport zes nieuwe lng-tankers bij twee Zuid-Koreaanse werven. Samsung gaat vier tankers bouwen en Hyundai Heavy Industries twee. De order heeft een totale waarde van $ 1,6 miljard. De nieuwe schepen komen tussen oktober 2015 en juni 2016 in de vaart en nemen de plaats in van zes oude tankers. LNG Lagos en LNG Port Harcourt zijn de oudste schepen in de Bonny Gas vloot en worden dus vervangen. De LNG Lagos werd in 2015 omgedoopt naar West Energy. In 2018 werd het schip gesloopt in Chittagong

## Scheepstype
Deze lng-supertankers hadden tanks met een volume van 122.000 m³ waarbij het gas op bijna atmosferische druk wordt opgeslagen. Dat wil zeggen dat het gas niet vloeibaar wordt gehouden door het gas onder hoge druk in tanks te pompen, maar dat het gas vloeibaar wordt gehouden door het af te koelen naar het kookpunt, namelijk -162°C. Door een kleine hoeveelheid van het gas te laten verdampen wordt het gekoeld. Hiervoor is het wel noodzakelijk dat de tanks heel goed geïsoleerd zijn. Een fout in het ontwerp en/of de uitvoering van deze isolatie zorgden ervoor dat beide schepen midden jaren 1980 voor reparatie teruggingen naar de werf, waarna ze onmiddellijk weer terugkeerden naar hun loch.